# The Uffe Holm Show 2
|  | Sammenskrivningsforslag Artiklen The Uffe Holm Show 2 er foreslået føjet ind i Uffe Holm. (Siden marts 2019) Diskutér forslaget |

The Uffe holm Show 2 er navnet på den danske stand-up-komiker Uffe Holms andet one-man show. Uffe Holm turnerede rundt i hele landet med showet tilbage i 2005.
Showet er efterfølgeren til hans populære debut-show The Uffe Holm Show, hvilket også blev første del af trilogien "The Uffe Holm Show". Denne Trilogi blev afsluttet i 2009, hvor Uffe Holm turnerede med The Uffe Holm Show 3
Anno 2008 har Uffe Holm udgivet en nyere version: Uffe Holms flashback

## Udgivelser
I efteråret 2005 blev showet udgivet på DVD. På denne DVD kan man, udover selve showet, blandt andet se ekstramateriale om en joke der kostede Uffe Holm en politianmeldelse.